# Valle de Mena
Valle de Mena est une commune d'Espagne dans la communauté autonome de Castille-et-León, province de Burgos. Elle s'étend sur 263,18 km2 et comptait environ 3 961 habitants en 2011.

## Histoire

### Les Hospitaliers
Au sein du territoire de la commune, la localité de Vallejo de Mena (es) était à partir du XIIIe siècle le chef-lieu d'une commanderie de l'ordre de Saint-Jean de Jérusalem qui faisait partie du grand prieuré de Castille et León. De cette commanderie dépendaient entre autres la grange de San Miguel de Miñón (es) et le membre de San Pantaleón de Losa (es).

## Monuments
- Église San Lorenzo (es), Vallejo de Mena
- Église Santa Marías (es), Siones de Mena (es)[Note 2]